# Bellum Siculum
Bellum Siculum of de Siciliaanse Opstand was een van de Romeinse burgeroorlogen, die plaats vond tussen 42 en 36 v.Chr., voornamelijk in de Middellandse Zee en  Sicilië. De oorlog eindigde in een overwinning voor het driemanschap en de dood van Sextus Pompeius en betekende het einde van de politieke beweging, de Optimates.

## Achtergrond
Na de moord op Julius Caesar in 44 v.Chr. werd een Tweede triumviraat opgericht. Een van de doelen was, de moordenaars van Caesar te elimineren. Tijdens de Slag bij Philippi in 42 v.Chr. werden Brutus en Cassius vermoord. De volgende op de lijst was Sextus Pompeius, de laatste nog levende zoon van Pompeius Magnus, die zich had verschanst op het eiland Sicilië.
Toen Sextus te horen kreeg dat hij vogelvrij was verklaard, richtte hij een groot leger op, voornamelijk bestaande uit slaven en bouwde een performante vloot uit. Daarna sneed hij de graantoevoer naar Rome af. Hierna sloten beide partijen vrede met het Verdrag van Misenum in 39 v.Chr, dat drie jaar stand hield. Het triumviraat gebruikte deze verdragsperiode om zelf een vloot op te bouwen.

## Campagne van 36 v.Chr.
Met hun nieuwe vloot viel het triumviraat vanuit Italië en Noord-Afrika, Sicilië aan. Beide partijen hadden 300 schepen. Tijdens de slag bij Taormina raakte Octavianus ernstig gewond. De Slag bij Naulochus was doorslaggevend, onder leiding van Agrippa werd Sextus verslagen. Sextus wist te vluchten naar Milete (Anatolië).

## Vervolg
De orde in Sicilië werd hersteld. Zij die loyaal waren werden beloond, de anderen zwaar gestraft. Sextus werd in 35 v.Chr. door Marcus Titius gevangengenomen en in opdracht van Marcus Antonius zonder proces terechtgesteld. De oorlog had aan het licht gebracht dat er eigenlijk geen eensgezindheid was onder het driemanschap. Tijdens een krachtmeting tussen Octavianus en Lepidus, verliet Lepidus het triumviraat.
Marcus Antonius, die getrouwd was met de zus van Octavianus, Octavia Thurina minor, papte al enige tijd samen met Cleopatra VII van Egypte, reden genoeg om zijn testament in het openbaar voor te lezen.